# Motorvägar i Slovakien
Sedan kommuniststyrets fall i Östeuropa har motorvägarna i Slovakien vuxit fram allt mer från att bara ha haft en motorväg från Bratislava mot Tjeckien. Motorvägsbyggena tog fart under 1990-talet och har sedan fortsatt i oavbruten fart sedan dess. Målet i Slovakien är att ha ett motorvägsnät som binder ihop de viktigaste delarna av landet och som når ut till gränserna till grannländerna. Till Tjeckien har det sedan ett antal år funnits en motorväg liksom till Ungern. Sedan 2007 finns det även en motorväg till Österrike som utgör en motorvägsförbindelse mellan Bratislava och Wien. Motorvägen är ett intresse inom Europeiska unionen och även ett slovakiskt intresse, eftersom Wiens flygplats, 40 km från Bratislava i praktiken fungerar som Slovakiens internationella flygplats, då Bratislava flygplats har ganska lite utrikestrafik, även om ett lågprisbolag använder den flygplatsen som gemensam flygplats för Wien och Bratislava. Dessutom arbetspendlar en del från Bratislava till Wien.
En motorväg har byggts från Bratislava till Žilina och Košice i östra delen av landet mot den ukrainska gränsen, om än med några luckor. Slovakien har nu ett motorvägssystem som är av hög klass och ett bra vägnät.

## Motorvägssträckor i Slovakien
Motorväg D1 
- E 58 E 75 E 571 : Bratislava - Trnava (50 km)
- E 75 : Trnava - Trenčín (70 km)
- E 50 E 75 : Trenčín - Žilina (68 km)
- E 50 : Žilina - Prešov - Košice - gränsen till Ukraina (329 km)

  Motorväg D2 
- E 65 : gränsen till Tjeckien - Malacky - Bratislava - gränsen till Ungern (81 km)

  Motorväg D3 
- E 75 : gränsen till Polen - Čadca - Žilina (61 km)

  Motorväg D4 
- gränsen till Österrike - runt Bratislava - gränsen till Österrike (48 km)